# Камора
Камора (италијански: [kaˈmɔrra];  је италијанска криминална организација и криминално друштво типа италијанске мафије и криминално друштво које потиче из региона Кампаније. То је једна од најстаријих и највећих криминалних организација у Италији, која датира из 17. века. Организациона структура Каморе подељена је на појединачне групе које се такође називају "кланови". Сваки капо или "шеф" је глава клана, у коме може бити на десетине или стотине чланова, у зависности од моћи и структуре клана. Италијанска влада сматра да је Цаморра најнасилнија, убилачка и најстрашнија криминална организација у Италији. ФБИ сматра да је Камора међу „најмоћнијим, технолошки најнапреднијим, добро опремљеним, софистицираним и опасним криминалним синдикатима на свету“ са полумилитаризованом операцијом. Сходно томе, пошто кланови Каморе делују независно, склонији су међусобној свађи. Главни послови Каморе су трговина дрогом, рекетирање, фалсификовање и прање новца. Такође није необично да се кланови Каморе инфилтрирају у политику својих области.
Од раних 1980-их и свог учешћа у трговини дрогом, Камора је стекла снажно присуство у другим европским земљама, посебно у Шпанији. Кланови Каморе обично одржавају блиске контакте са јужноамеричким нарко картелима, што олакшава долазак дроге у Европу.
Према напуљском јавном тужиоцу Ђовану Мелију, током говора Комисије за борбу против мафије 2021. године, најмоћније групе Каморе у данашње време су клан Мазарела и Алијанса Секондиљано. Потоњи је савез кланова Личарди, Контини и Малардо.

## Организација
Кaмора за разлику од сицилијанске Мафије нема централизовану структуру, него се састоји од више независних криминалних братстава која се понекад и међусобно сукобљавају. Број камориних кланова је у сталном порасту, тако да је 1983. године забиљежено 12, 1987. 26, а наредне године 32 братстава. Данас се процјењује да Камора има 111 криминалних братстава са преко 6.700 чланова у Напуљу и ближој околини. Једна од главних камориних активности је трговина наркотицима.
Покрајина Кампанија чији је главни град Напуљ, је једна од најсиромашнијих покрајина у Италији. Према извјештају Ђузепеа Пизана начелника одбора за борбу против организованог криминала у Републици Италији, у Напуљу више од 95 одсто становништва живи под утицајем криминала. Становници подручја захваћених организованим криминалном су најсиромашнији у Италији.

## Историја
Порекло Каморе је нејасно. Можда датира из 17. века као директан италијански потомак шпанског тајног друштва Гардуња, основаног 1417. Званичници Краљевине Напуља су можда увели ову организацију у ову област, или се она постепено развијала од мале криминалне банде које су деловале у напуљском друштву крајем 18. века. Међутим, недавна историјска истраживања у Шпанији сугеришу да Гардуња није постојала и да је њен легендарни статус био заснован на измишљеној књизи из 19. века.
Прва званична употреба Каморе као речи датира из 1735. године, када је краљевским декретом одобрено оснивање осам коцкарница у Напуљу. Реч је вероватно мешавина, или портманто, „капо“ (шеф) и напуљске уличне игре, „морра“. Након што је локална власт забранила коцкање, неки људи су почели да терају играче да плаћају за заштиту од пажње полиције.
Камора је настала током хаотичног вакуума моћи између 1799. и 1815. године, када је на таласу Француске револуције и Бурбонске рестаурације проглашена Партенопска република. Прво званично помињање Каморе као организације датира из 1820. године, када је у полицијским записима детаљно описан дисциплински састанак Каморе, трибунала познатог као Гран Мамма. Те године је откривен први писани статут Каморе, фриено, који указује на стабилну организациону структуру у подземљу. Још један статут откривен је 1842. године, који се односи на обреде иницијације и средства издвојена за породице затвореника. Организација је такође била позната као Bella Società Riformata, Società dell'Umirtà or Onorata Società.
Камора никада није била централизована организација, већ уместо тога лабава конфедерација различитих, независних кланова, група или породица. Свака група је била везана родбинским везама и контролисаним економским активностима које су се одвијале на њеној одређеној географској територији. Сваки се бринуо о свом послу, штитио своју територију, а понекад је покушавао да се прошири на рачун друге групе. Постојала је нека минимална координација да би се избегло међусобно мешање. Породице су се надметале у одржавању система контроле и равнотеже међу једнаким силама.
Једна од стратегија Каморе за стицање друштвеног престижа била је и остала политичко покровитељство. Породични кланови су постали омиљени посредници локалних политичара и јавних званичника због њиховог држања у заједници. Заузврат, шефови породице су користили свој политички утицај да помогну и заштите своје клијенте од локалних власти. Кроз мешавину грубе силе, политичког статуса и друштвеног вођства, кланови Каморе стекли су се као посредници између локалне заједнице и бирократа и политичара на националном нивоу. Давали су привилегије и заштиту и интервенисали у корист својих клијената, у замену за њихово ћутање и савлађивање према локалним властима и полицији. Са својим политичким везама, главе великих напуљских породица постале су посредници моћи у локалним и националним политичким контекстима, пружајући напуљским политичарима широку изборну подршку, а заузврат примајући бенефиције за своју бирачку јединицу

## Занимљивости
Италијански режисер Матео Гароне је 2008. по истоименом роману новинара Роберта Савијана снимио полу документарни филм Гомора који приказује начин живота чланова Каморе и становништва Напуља које је захваћено утицајем организованог криминала и сиромаштва.
По Камори је назван и истоимени филм Пасквалеа Сквитијерија из 1972.